# Cavalete do Poço de São Vicente
O Cavalete do Poço de São Vicente, também referido como Cavalete de São Vicente ou Mina de São Pedro da Cova,  é um equipamento elevatório da antiga mina de carvão localizada em São Pedro da Cova, na atual freguesia de Fânzeres e São Pedro da Cova, no Município de Gondomar, no Distrito do Porto, em Portugal.
Constitui "ex libris" da antiga freguesia, testemunho da importância atividade mineira que, durante cerca de 17 décadas, fizeram da freguesia um centro industrial de inquestionável valor para a economia nacional.

## História
Embora a exploração da mina remonte ao início do século XIX, o atual cavalete foi erguido em 1934.
Em precário estado de conservação, fruto da oxidação dos seus elementos estruturais, a comunidade mobilizou-se em torno do "Movimento Cívico em Defesa do Património Histórico-cultural de S. Pedro da Cova", visando protegê-lo.
Graças a esse esforço, encontra-se classificado como Monumento de Interesse Público pela Portaria nº 221/2010, que refere:
"A classificação do cavalete de extração de carvão e instalações do poço de São Vicente da Mina de São Pedro da Cova justifica-se pelo valor histórico, técnico-construtivo e social. O cavalete e toda a paisagem do antigo couto constituem hoje o principal suporte de memória da importante actividade mineira que se desenvolveu desde o início do século XIX em São Pedro da Cova. As instalações do antigo couto mineiro evocam o mundo duro do trabalho nas minas e são por isso um verdadeiro monumento ao trabalho. Releva-se o impacte cenográfico, a raridade e a exemplaridade do cavalete em betão armado, construído em 1934 com 38 m de altura, exemplar notável de construção industrial que atesta a elevada qualidade e capacidade de concretização da engenharia nacional."